# Hinshen
Hinshen (in armeno Հինշեն?, anche Kirov o Koynashen, o in azero Kiçik Qaladərəsi) è una piccola comunità rurale del distretto di Şuşa, in Azerbaigian, fino al 2024 appartenente alla regione di Shushi nella repubblica dell'Artsakh (fino al 2017 denominata repubblica del Nagorno Karabakh).